# Liopropoma susumi
Liopropoma susumi är en fiskart som först beskrevs av Jordan och Seale, 1906.  Liopropoma susumi ingår i släktet Liopropoma och familjen havsabborrfiskar. Inga underarter finns listade i Catalogue of Life.